# كريستيان إنغستروم
كريستيان إنغستروم (بالسويدية: Christian Engström)‏ هو عالم حاسوب وسياسي سويدي، ولد في 9 فبراير 1960 في ستوكهولم في السويد. نشط حزبياً في حزب القراصنة. في انتخابات البرلمان الأوروبي 2009، انتخب عضو في البرلمان الأوروبي عن دائرة السويد ‏ لترشحه ضمن  قائمة حزب القراصنة، وقد انضم خلال فترته النيابية (14 يوليو 2009 – 30 يونيو 2014)  للكتلة البرلمانية كتلة الخضر/التحالف الأوروبي الحر.

## وصلات خارجية
- الموقع الرسمي